# Ligne de Murtomäki à Otanmäki
La ligne de Murtomäki à Otanmäki, dite aussi ligne d'Otanmäki (finnois : Otanmäen rata) est une courte ligne de chemin de fer, du réseau de chemin de fer finlandais à Kajaani.

## Histoire
La ligne d'Otanmäki a été construite pour les besoins de transport de la mine d'Otanmäki. La construction de la voie avait déjà été envisagée en 1942, mais le projet a été retardé en raison des guerres d'hiver et de continuation. La construction de la voie a commencé en juillet 1951 et des efforts ont été faits pour la préparer le plus rapidement possible à la circulation, afin que le transport ferroviaire de la mine puisse commencer. 
Le trafic temporaire a commencé dès mai 1952, mais la voie a été ouverte au trafic général le 1er novembre 1953.
Les travaux de construction sur la voie n'ont finalement été terminés qu'en septembre 1955. Quatre ponts ont été construits sur la voie pour la circulation routière, et il y avait trois gares, Alava, Humpinmäki et Otanmäki.
La fin de l'exploitation  minière en 1985 a réduit considérablement le transport sur la ligne. Une usine de fabrication de wagons a été établie par Transtech (fi) à la place de la mine. L'entretien de la voie a été poursuivi uniquement à cause de l'usine de wagons d'Otanmäki de Transtech, car il n'y a pas de moyen de transport alternatif pour le transport du matériel roulant ferroviaire fabriqué à l'usine. La ligne comporte également un transformateur de Fingrid.

## Infrastructure
La ligne d'Otanmäki bifurque de la Ligne de Iisalmi à Kontiomäki à la gare de Murtomäki et continue jusqu'à Otanmäki dans la municipalité de Kajaani. 
La voie est longue de 25,7 kilomètres et n'est pas électrifiée. 

## Exploitation
La de voie est classée comme étant à faible trafic et n'a aujourd'hui qu'un trafic occasionnel de marchandises.